# 127 км (колійний пост)
127 кіломе́тр — залізничний колійний пост Знам'янської дирекції Одеської залізниці.
Розташований біля південної околиці Долинської Долинський район Кіровоградської області на лінії Висоцьке — Тимкове між станціями Седнівка (21 км) та Долинська (6 км).
Станом на січень 2020 року щодня дві пари дизель-потягів прямують за напрямком Знам'янка/Долинська — Помічна.